# Lakewood Boulevard (métro de Los Angeles)
Pour les articles homonymes, voir Lakewood.
Lakewood Boulevard est une station du métro léger de Los Angeles desservie par les rames de la ligne C et située dans la ville de Downey en Californie.

## Localisation
Station du métro de Los Angeles en surface, Lakewood Boulevard est située sur la ligne C à l'intersection de l'I-105 et de Lakewood Boulevard à Downey au sud-est de Los Angeles.

## Histoire
La station est mise en service le 12 août 1995, lors de l'ouverture de la ligne C.

## Service

### Accueil

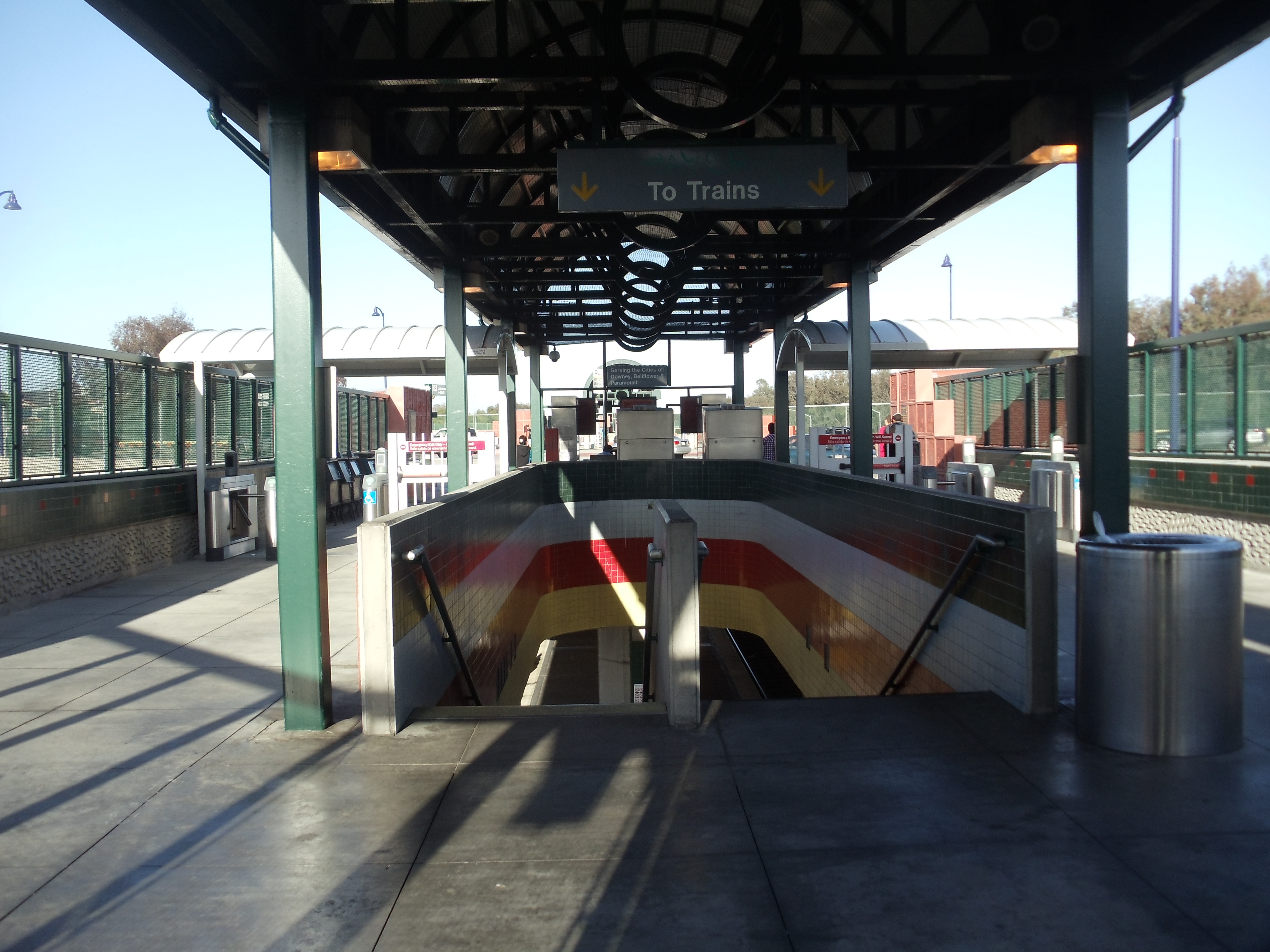
Quai de la station Lakewood Boulevard.
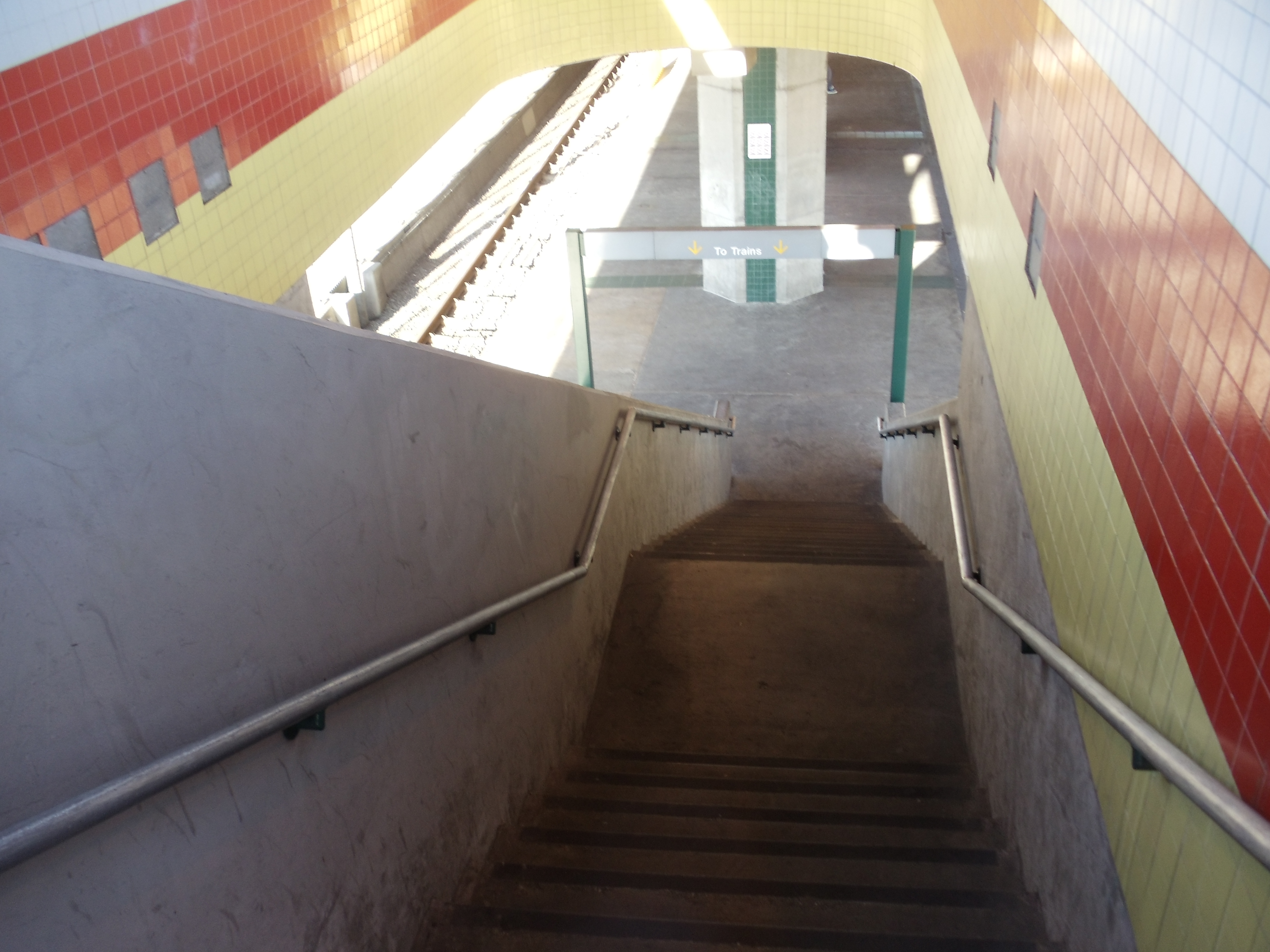
Accès au quai.

### Desserte
Lakewood est desservie par les rames de la ligne C du métro.

### Intermodalité
La station est desservie par les lignes d'autobus 117, 265 et 266 de Metro et la ligne 22 de Long Beach Transit (en).